# Ívhárfa

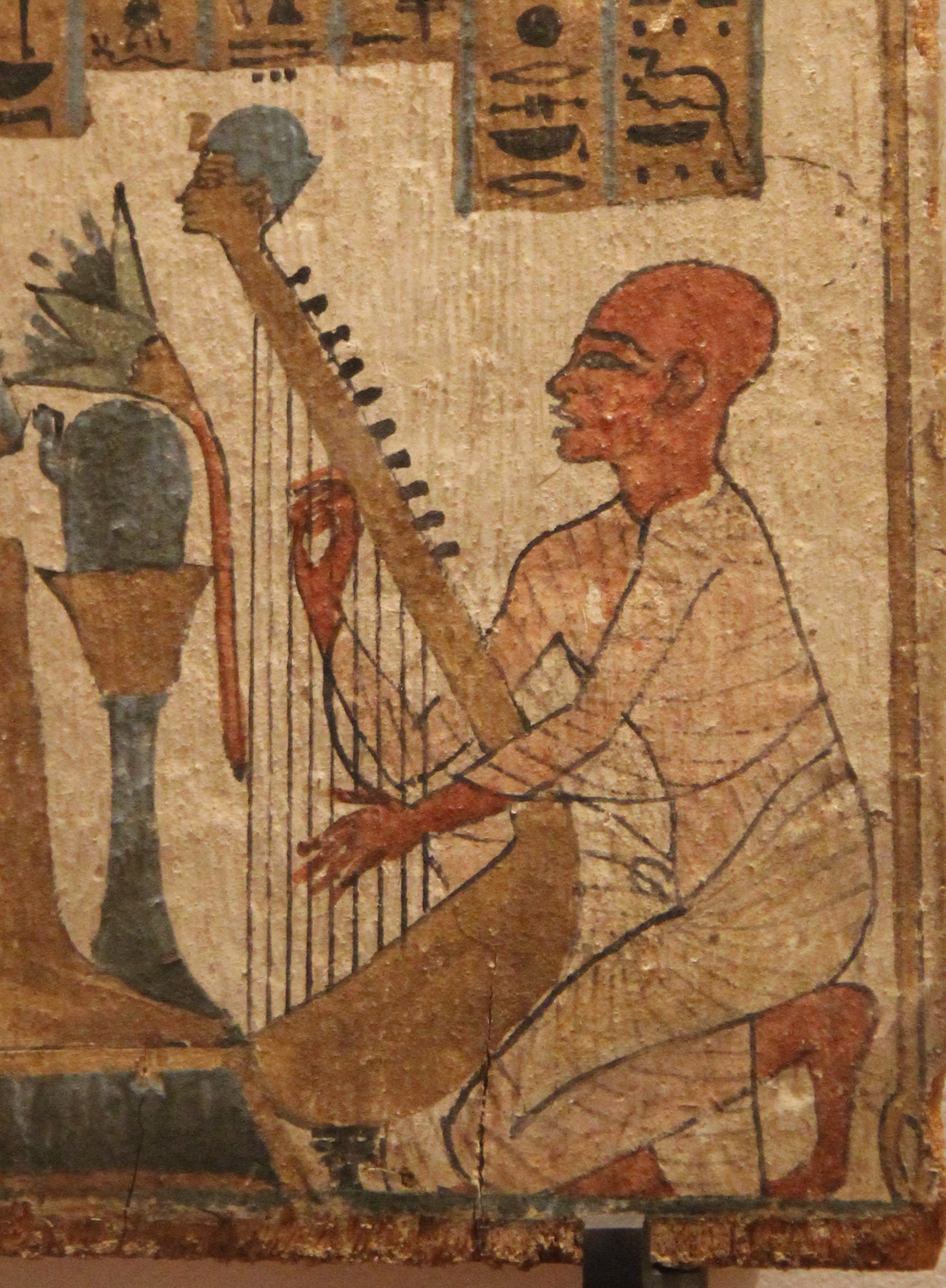
Ívhárfa, Egyiptom, Kr. e. 1069 és 664 között

Az ívhárfa a hárfa egy formaváltozata, melynek jellemzője, hogy a szöghárfától eltérően nyaka a testével egybefüggő ívet képez. Az ívhárfa valószínűleg a hárfa legősibb formája, sok hasonlóságot mutat a zenélő íjjal, amelyből kifejlődhetett. Az első ívhárfák Kr. e. 3000 körül tűntek fel Mezopotámiában, később Iránban, majd Egyiptom, India területén is megjelentek. Az ívhárfa az ókori Egyiptomban a fáraók korának legfontosabb húros hangszere volt. Fekete-Afrikában és szórványosan Délkelet-Ázsiában ma is megtalálható.

## Leírása

### Besorolása
A hárfa összetett kordofon hangszer, vagyis a lantféleségekhez hasonlóan szervesen egybeépült, de jól megkülönböztethető húrhordozó nyaka illetve a húrok rezgését átvevő, azt hangként kisugárzó teste van, húrjai nyaka és teste között feszülnek. Ami megkülönbözteti a lantoktól, hogy húrjainak síkja  a hangszertest hangsugárzó felületével, rezonánsával nem párhuzamos, hanem merőleges rá. Ha a hárfa testét és a nyakát oszlop köti össze, akkor kerethárfa, máskülönben nyitott hárfa.
Az ívhárfa a nyitott hárfák egyik formaváltozata a szöghárfa mellett. Az ívhárfa nyaka a testének mintegy meghosszabbítása, vele egybefüggő ívet képez ellentétben a szöghárfával, melynek egyenes nyakrúdja merőlegesen vagy hegyes szögben áll ki a testből.

### Felépítése
Az ívhárfa teste üregesre kivájt fából készül. Alakja változatos, lehet többek között ásó-, kanál-, merőkanál- vagy hajóformája. A húrok irányába néző, nyitott felületére bőr rezonáns van kifeszítve, ennek középvonalában rendszerint egy húrtartó rúd fut végig, ehhez vannak kötözve a húrok. Másik végük egy behangoló apparátus közvetítésével – amely lehet egy különleges hurok, elforgatható bőrgyűrű vagy hangolókulcs – a nyakhoz csatlakozik. Az ívhárfa meghatározó jellemzője, hogy nyaka többé-kevésbé testének hossztengelye irányában indul ki, majd fokozatosan, vagy szűk ívben a tető irányába visszahajlik.
Az ívhárfáknak viszonylag kevés húrja van, legtöbbször 10-nél kevesebb, szemben az általában 15–25 húros szöghárfákkal.

### Változatai
Az ívhárfák mind méreteikben, mind formájukban rendkívül sokfélék. A szöghárfákhoz hasonlóan itt is megkülönböztethető függőleges illetve vízszintes variáns. A függőleges ívhárfa húrjai nagyjából függőlegesen állnak, és legtöbbször a hangszertest van alul, a nyak fölül, a magas hangok vannak a zenészhez közelebb, a mélyek távolabb, akár a mai nyugati hárfa esetében. A vízszintes ívhárfa teste vízszintes helyzetű, nyaka jellemzően a hangszertestnek a zenésztől távolabbi végéből nő ki. Az ívhárfáknak ezektől eltérő tartásmódjai is léteznek.

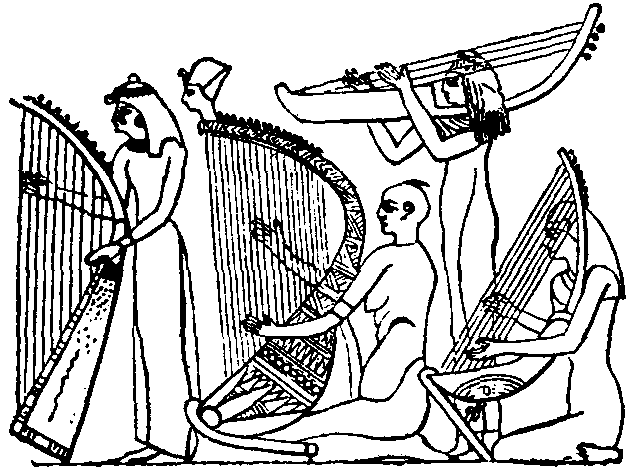
Ívhárfa változatok az ókori Egyiptomból
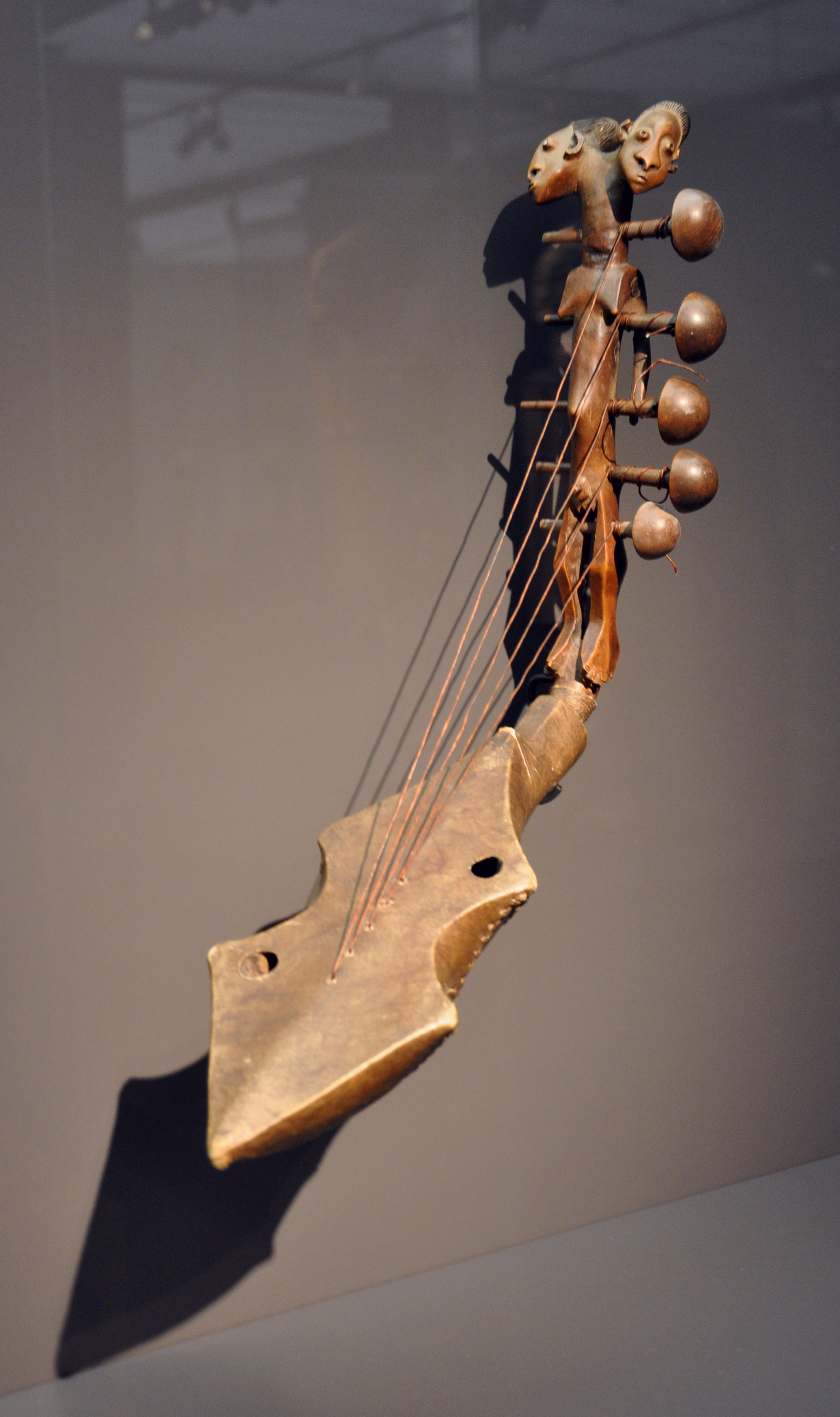
Afrikai ívhárfa, Mangbetu nép, kundi

## Elterjedése, története

### Mezopotámia
A Kr. e. 3000 körüli sumer piktogramok között található olyan, amelyik függőleges ívhárfára hasonlít, és ebben az időszakban hasonló ábrázolások kőlapkákon, pecsétnyomókon is előfordulnak. Egy, a Kr. e. 3. évezred második feléből származó bismayai zsírkő vázatöredéken vízszintes ívhárfa is felismerhető. Ur városa királyi temetőjéből két 13 húros hárfa maradványai kerültek elő a Kr. e. 2500 körüli korból. A hangszerek összes fa alkatrésze megsemmisült, de az azokat részben beborító, bitumenbe ágyazott arany-és ezüstdíszítés alapján jól rekonstruálhatóak voltak. Mezopotámiában az ívhárfát a Kr. e. 1900 körüli időkig, a szöghárfa megjelenéséig használták.

### India, Indokína
Az Indus-völgyi civilizáció (Kr. e. 3000–1800) írásjegyei között vannak hárfára hasonlító jelek, de utána a Kr. e. 2. századig terjedő időszakból semmiféle hárfaábrázolás nem ismert. Az indiai ábrázoló művészet újbóli megjelenésétől kezdve azonnal láthatók ívhárfák, így lehetséges, hogy a hangszertípus addig is megszakítás nélkül használatban volt. Az indiai ívhárfa legtöbbször vallási, a buddhizmussal összefüggő kontextusban szerepel. Az indiai ikonográfiában a 9. századig fordulnak elő hárfák.
Egy indiai ívhárfatípus a 8. század utáni időkben Burmába is eljuthatott. A középkori, 1000–1200 körüli burmai templomok domborművein szereplő hárfák nagyon hasonlítanak bengáli domborműveken ábrázolt hangszerekre. A burmai vízszintes ívhárfa, a szaung gauk ősének az Indiában ma már nem használt vína nevű ívhárfát tekintik. A szaung gauk Burmában ma is élő tradícióként van jelen.

### Egyiptom

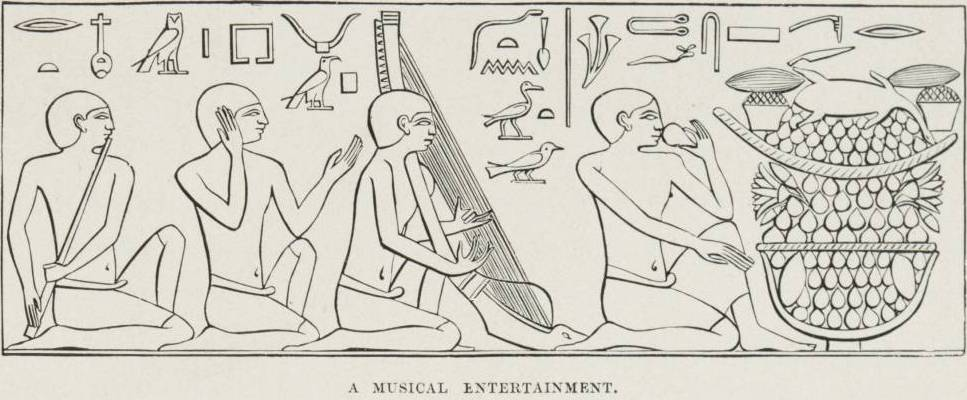
Egyiptomi „ásó alakú” hárfa ábrázolása

A hárfa az ókori Egyiptom legfontosabb hangszere volt. Az ívhárfa elsőként az óbirodalomban, a IV. dinasztia (Kr.e 2723–2563) korában tűnik fel szakkarai, gízai masztabák lakomajelenetein. Ez a hárfatípus mai ásóra emlékeztet: kicsi, lapos, hegyben végződő testéhez enyhén ívelt, vaskos, hosszú nyak csatlakozik, mint ásólaphoz a nyele. Az „ásó alakú” ívhárfa  kezdetben az egyetlen hárfatípus volt, de többféle méretben is készült, húrjainak száma 4 és 6 közötti. A egyiptomi Középbirodalom vége felé eltűnik az ikonográfiából, majd az újbirodalom idején újra felbukkan.
Már a Középbirodalomban (kb. Kr. e. 2160–1633) megjelent egy új, „merőkanál-formájú” hárfatípus, amely az újbirodalomban (Kr. e. 1532-től) vált elterjedtté, majd a későbbiekben sokféle változata alakult ki. Az Újbirodalomban egy kicsi, „hajóformájú” hárfa is népszerű lett, az idők során mérete fokozatosan növekedett, végül néha elérte az emberi testmagasságot is. E korszak sajátos hárfatípusa még a „hetesformájú” függőleges ívhárfa, melynek nyaka szűk ívben meghajlik, majd vízszintesen, egyenesen folytatódik, a 7-es számjegyre emlékeztető módon. A hellenizmus korában (Kr. e. 332–30) „sarló alakú” ívhárfák jelentek meg.

Egyiptomi hárfák
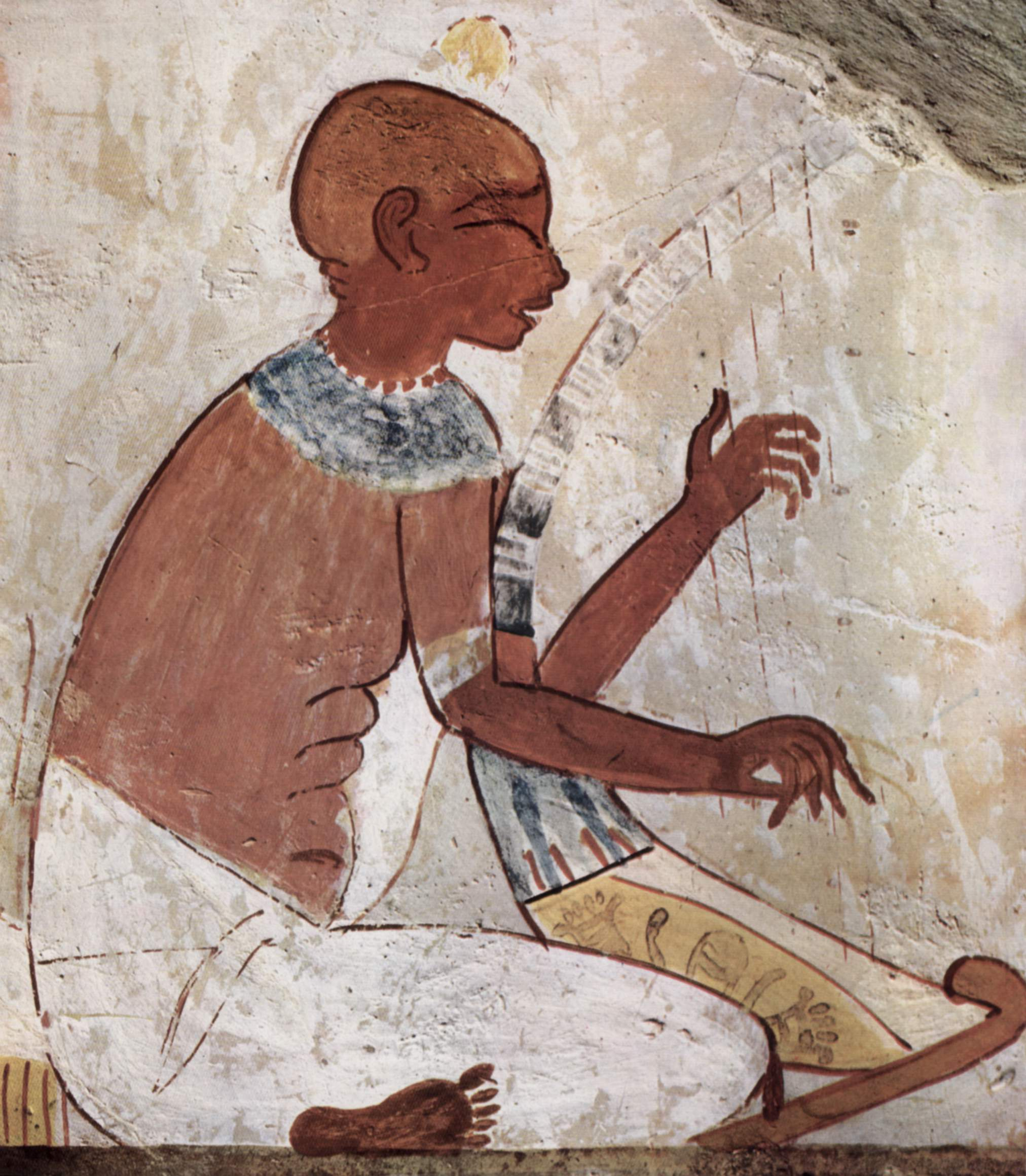
Vak hárfás, thébai nekropolisz, kb. Kr. e. 1422–1411
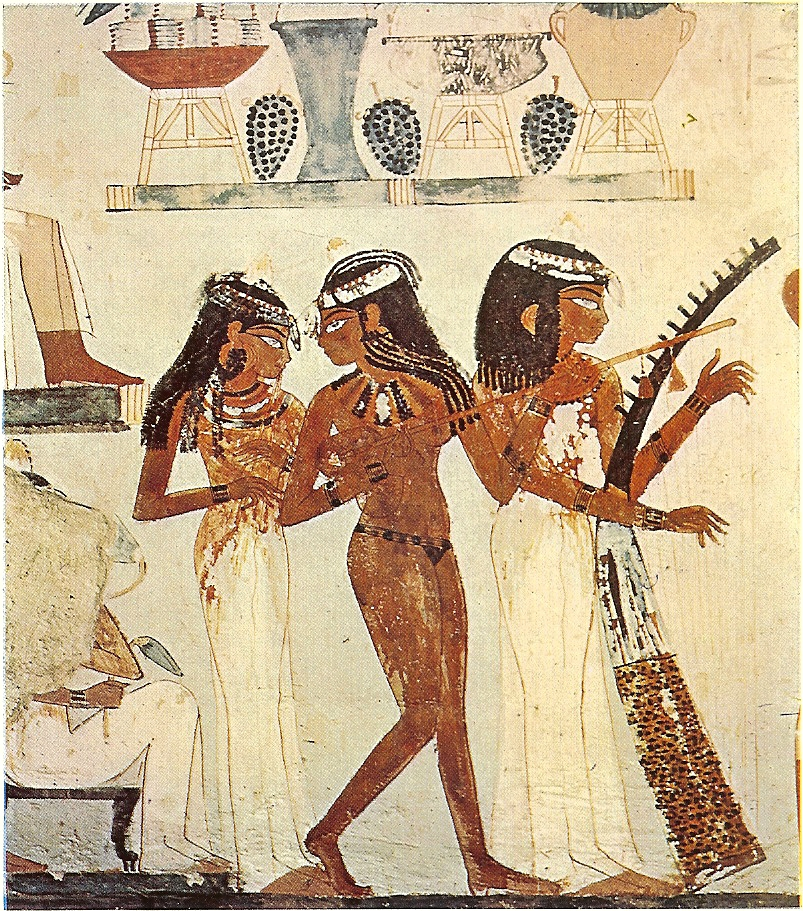
Három zenész, thébai nekropolisz, kb. Kr. e. 1422–1411
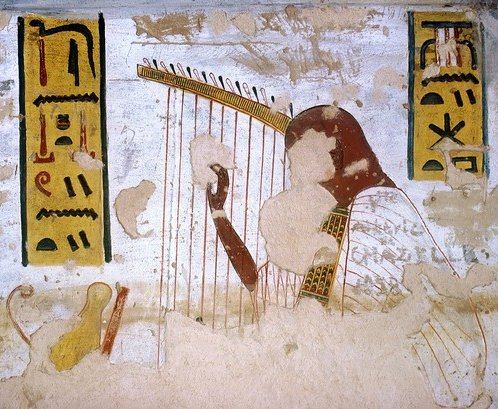
Hárfás III. Ramszesz sírjából, kb. Kr. e. 1151
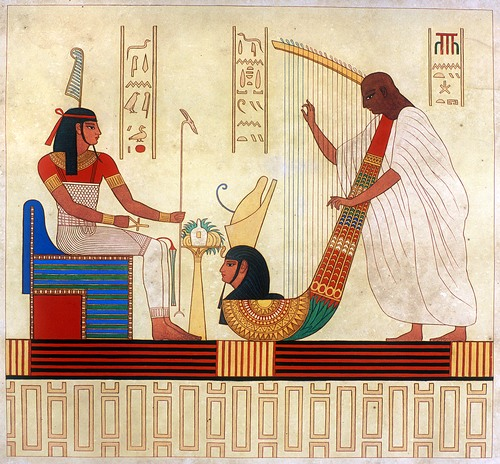
Hárfás III. Ramszesz sírjából, rekonstrukció

### Fekete-Afrika
Az ívhárfák leggazdagabb lelőhelyei napjainkban a szubszaharai Afrikában vannak. Főleg Közép-Afrika egyenlítőtől északra eső részein a nyugati szavannáktól Ugandáig terjedő vidéken fordulnak elő, ahol közel 50 különböző kultúra használ hárfát. Az afrikai ívhárfáknak öt–tíz húrjuk van; állítva, fektetve, minden lehetséges tartásmódban használják ének kíséretére. Az afrikai ívhárfák sok hasonlóságot mutatnak ókori egyiptomi hárfatípusokkal, ugyanakkor bizonyos hárfák tartásmódja az ókori mezopotámiai hárfákéval rokonítható. A kérdés, hogy az afrikai hárfák közel-keleti eredetűek-e, és onnan terjedtek el Afrikában, vagy fordítva, még megválaszolatlan.

Afrikai ívhárfák
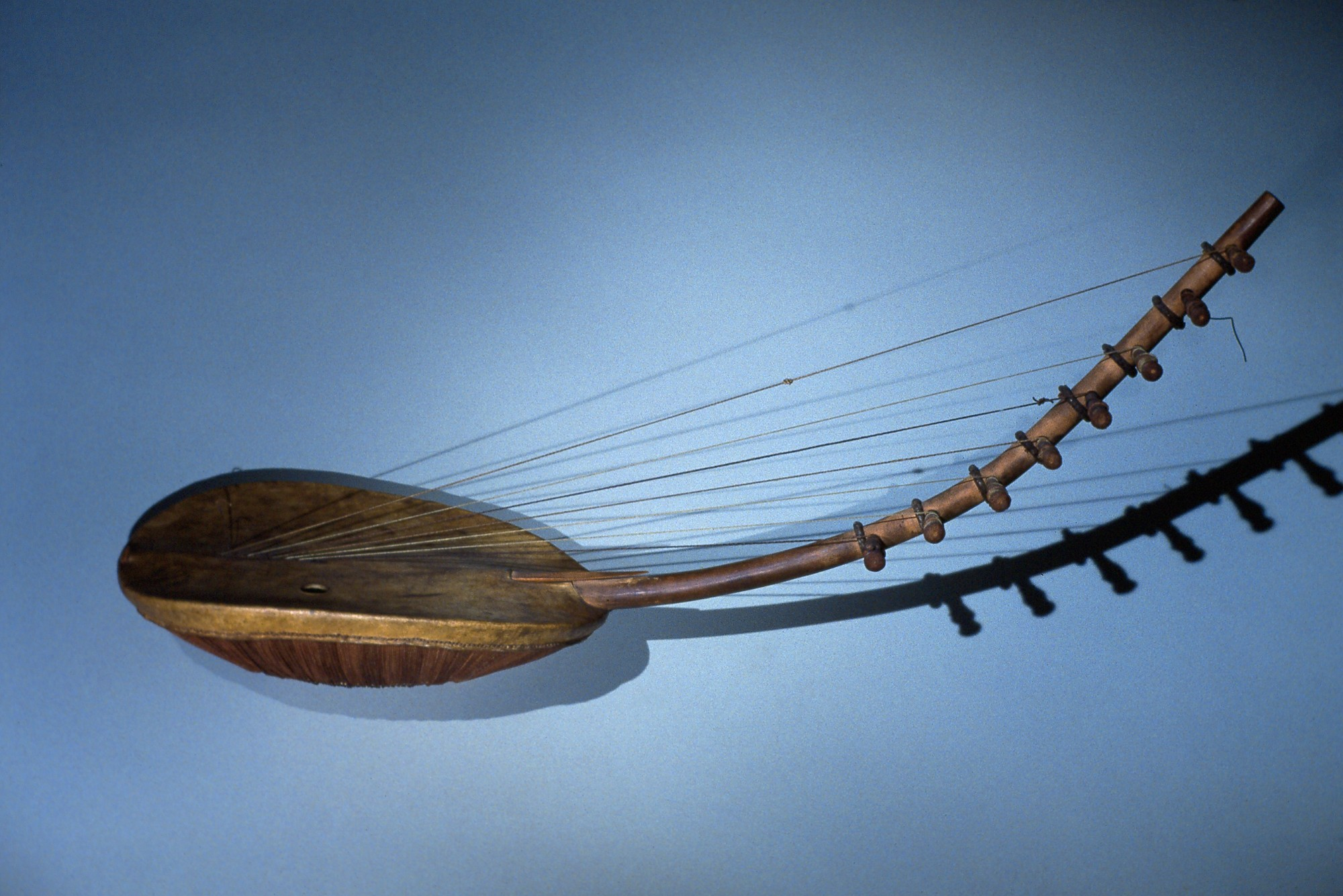
Ennanga, Uganda 1. típus
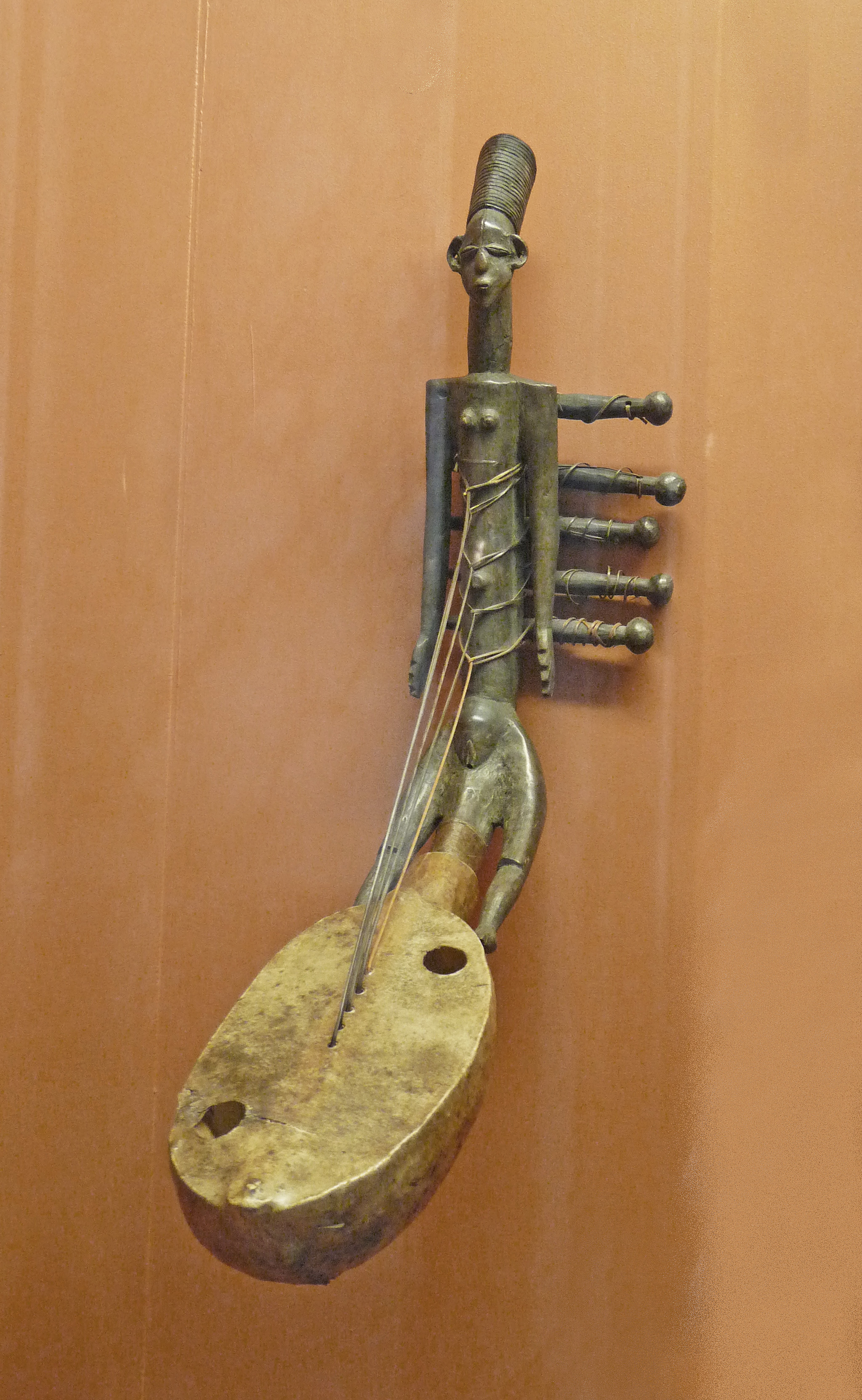
Mangbetu hárfa, kundi 2. típus
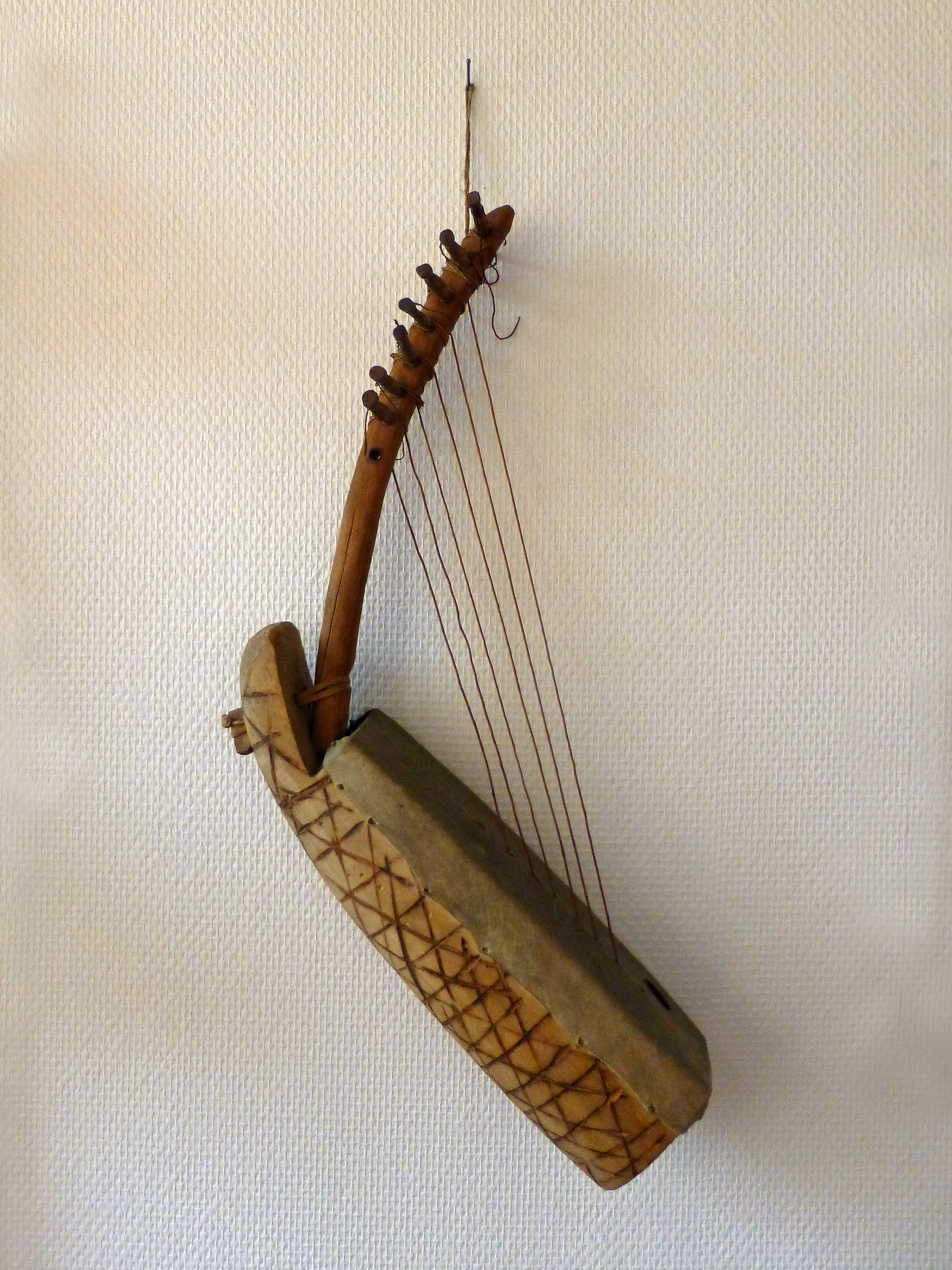
Ngombi, Gabon 3. típus
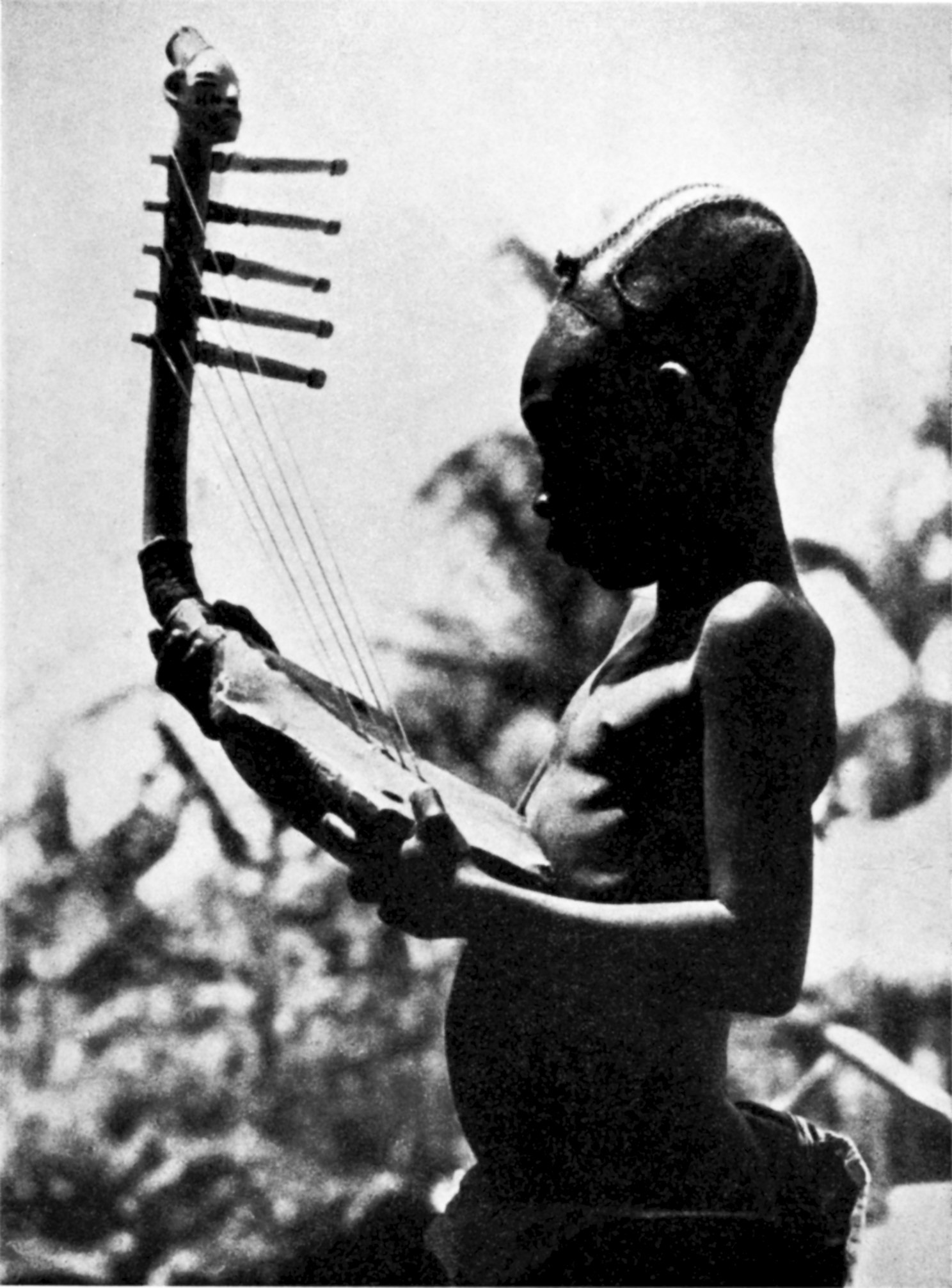
Mangbetu fiú hárfával

Az afrikai ívhárfák nagyon változatosak mind konstrukcióban, mind díszítésben, ami gyakran figurális, antropomorf. Azonos bennük, hogy bőr rezonánssal fedett testük van, melyhez rendszerint ívelt növésű faágból készült nyak csatlakozik. A húrokat legtöbbször a hangszer nyakába illesztett fakulcsokkal lehet hangolni. A húrok másik vége egy hosszanti húrtartó léchez fut, amely vagy a bőr tetőlap fölött, vagy alatta, vagy azon alul-felül átfűzve helyezkedik el. A nyaknak a testbe való beépítése háromféle lehet: 
1. úgy ül a test üregében, ahogy a teáscsészében a kanál, csak a húrok feszítőereje tartja a helyén,
2. szorosan be van csapolva a test elvékonyodó végébe, mint palack nyakába a dugó,
3. a fából faragott test egy – gyakran antropomorf – nyúlványához van hozzákötözve.[8]